# Ganz Műszer Művek EKM gyára

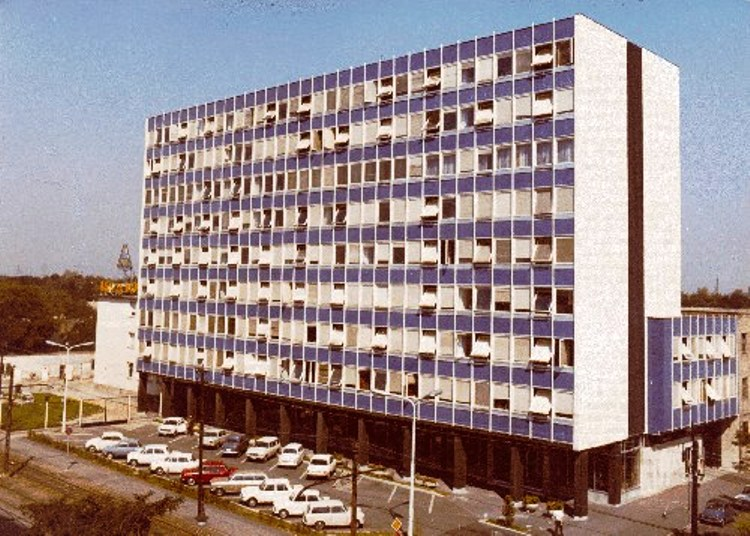
Ganz Műszer Művek EKM gyára

1949-ben jött létre az Elektromos Készülékek és Mérőműszerek gyára. A cég Ganz Műszer Művekbe történő beolvasztása, majd decentralizációja után a Ganz Műszer Művek EKM gyára nevet vette fel.

## Története

### A háború előtt, és alatt

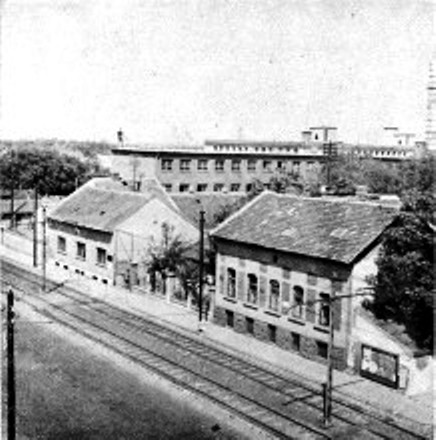
EKM 1964

Fehér Ferenc Precíziós Mechanikai és Gépműhelye a Budapest, V. kerület Váci út 26. alatti telepe az egyre növekvő megrendeléseknek már nem tudott megfelelni. Ezért Fehér Kispesten, a mai Üllői út 200. alatti telket megvásárolta. az ott lévő lakóházakat gyártelepé alakította. 1937 októberében a cég átköltözött az új telephelyre. az átköltözéssel háttérbe szorult a nyomdatechnikai cikkek gyártása, de végleg nem maradt el. Előtérbe nyomult újra a rádióműszergyártás. A cég nagy szériákban szállított a Telefongyár,
Magyar Siemens Művek, és az Orion gyár részére. Az 1938-évi berlini nemzetközi kiállításon Szvetics-rendszerű tükrös galvanométerével, és olaj-, és bitumenanyagok viszkozitását mérő olajviszkoziméterrel a kiállítás nagydíját nyerte el.
A haditermelésbe való bekapcsolódás igen gyors fejlődést eredményezett. A forgalmazott áruk értéke 1938-1943 között több, mint tízszeresére növekedett. A termékek egy részét szórványosan exportálták is. A Fehér gyárat a Honvédelmi Minisztérium kijelölte hadianyag gyártásra. A gyártelep bővítési terveit a Hartmann § Braun cég képviselői 1942-ben a helyszínen tárgyalták meg Fehérrel. A felépülő épület földszintjén és első emeletén 1-1 munkatermet , az alagsorban 140 fő befogadására alkalmas óvóhelyet, raktárt és munkásétkezdét helyeztek el. Hadiüzemként szállítottak a Standard, Telefunken cégeknek
A termelés felfutása és a profil megváltozása indokolta a cég nevének megváltoztatását. 1943. június 5-én a Fehér Ferenc Elektromos Finommechanikai Készülékek Gyára nevet vette fel. A gyár a háború utolsó napjaiban szerencsésen elkerülte a kitelepítést. 1945. január 4-én szovjet légitámadás érte.

### A háború után
Miután a villamos műszeripari vállalatoknál 1949-ig végrehajtották az államosítást, felmerült, hogy a kis létszámú, csekély kapacitású üzemeket összevonják. Ezt indokolta az ipar növekvő műszerigénye. Ekkor szembeötlött a Fehér féle gyár háború alatt kibővűlt gyárterülete. A földszinten festőműhely, az első emeleten a forgácsoló, míg a harmadikon a szerelőműhely helyezkedett el. A második emeleten ugyanakkor egy üres terem állt, mely megfelelt az összevonási elgondolásoknak. A nem túl beépített gyártelep a későbbi bővítéseknek sem állt útjába. A villamos műszergyártás így Kispestre koncentrálódott. Beolvadt a Minőségi Mérőműszerek Gyára Rt. (1950), Villamosgép és Kábelgyár (1952), Engel Károly Alkatrészgyár N. V. Műszergyára (EKA 1948), Thermovolt Műszervállalat (1942). 1949. június 8-án megalakult  Kispest egyik legfiatalabb gyára. Az új vállalat az Elektromos Készülékek és Mérőműszerek Gyára nevet kapta 1950. november 23-tól, és az EKM ingatlanjait bekebelezték az állam javára. A vállalati összevonás, az új gyártó egység kialakítása elválaszthatatlan Kolos Richárd főmérnök nevétől, aki a Magyar Siemens Művektől került az EKM műszaki vezetői közé. Emlékének tiszteletére alapította a MATE a Kolos Richárd-díjat.
Az EKM 1950-1953 között csaknem 15 millió forint beruházást hajtott végre. Ezt követően a beruházások mélypontra zuhantak. (1955-1956 között az 1950. évinek 4-6%-ára!) A kikészítő üzem építését 1956-ban kezdték meg, és 1960-tól lendült fel.
Az EKM kezdődő fejlesztésében nagy szerepet játszott a hazai relégyártás beindítása. Esztergomban létesített telephelyet, melynek előkészítése, szervezeti séma kidolgozása, a termelés beindítása az EKM-re hárult. Ebből alakult meg 1961. január 1-jétől az Esztergomi Műszeripari Művek.
Az EKM, ha a relégyártást le is adta, ez nem oldotta meg rohamosan növekvő gyártóhely igényét. A széles gyártási profil, és a szűk gyártási keresztmetszet gyakori szervezetlenséggel, és kapkodással járt.

## Gyártmányfejlesztés
1949-ben az összevonás után megindult a harc, kinek a gyártmányait állítsák elő, melyik vállalat termékeit fejlesszék tovább. A gyártott termékek jelentős része az EKA gyártmányok közül került ki. Kolos Richárd főmérnököt Lánci Zoltán az EKA vezető beosztású tisztviselője követte. A Fehér féle gyártmányok háttérbe szorultak, de helyet kaptak az EIC műszerek. Az új EKM termék profiljának kialakulásában alapvető szerepet töltött be a Thermovolt Műszervállalattal jött thermodinamikus hőérzékelő és szabályzó műszerek. Az EIC-től átkerült a vállalathoz id. Gléria Antal az első fejlesztő mérnök, a Thermovolttól Nagy Pál mérnök, sőt az EKM.nél dolgozott egy rövid ideig Reich Ernő az EKA főmérnöke. Az EKM profilja 1955-re alakult ki véglegesen, amikor a volt Siemens műszergyártás is átkerült.
A gyártmányfejlesztés első nagy szakasza 1960-as évek közepéig tartott. Ennek második szakaszában a DIN szerinti 192x144 mm-es pontíró műszereket, 96x96 mm-es, 72x72 mm-es, 48x48 mm-es kapcsolótábla műszereket, valamint az új rázásálló műszercsaládot, melyet például a BO'BO' mozdonyoknál alkalmaztak.